# Garry Howatt
Garry Robert Charles Howatt (* 26. September 1952 in Grand Centre, Alberta) ist ein ehemaliger kanadischer Eishockeyspieler, der im Verlauf seiner aktiven Karriere zwischen 1971 und 1984 unter anderem 807 Spiele für die New York Islanders, Hartford Whalers und New Jersey Devils in der National Hockey League auf der Position des linken Flügelstürmers bestritten hat. Seine größten Karriereerfolge feierte Howatt in Diensten der New York Islanders, mit denen er in den Jahren 1980 und 1981 den Stanley Cup gewann. Howatt verkörperte den Spielertyp des Enforcers.

## Karriere
Howatt begann seine Juniorenkarriere in der Saison 1970/71 bei den Kamloops Rockets in der British Columbia Junior Hockey League. Anschließend wechselte der Stürmer in die Western Canada Hockey League, wo er in der Spielzeit 1971/72 zunächst für die Victoria Cougars aktiv war und noch im Saisonverlauf zum Ligakonkurrenten Flin Flon Bombers transferiert wurde. Nach seinem ersten Jahr in der WCHL wurde Howatt im NHL Amateur Draft 1972 in der zehnten Runde an 144. Stelle von den New York Islanders aus der National Hockey League ausgewählt.
Bereits zur bevorstehenden Spielzeit 1972/73 wechselte der Stürmer ins Profilager und verbrachte sein erstes Jahr hauptsächlich bei New Yorks Farmteam in der American Hockey League, den New Haven Nighthawks. Im Saisonverlauf wusste er jedoch derart zu überzeugen, dass er auch für die Islanders in der NHL debütierte und dort acht Spiele bestritt. Mit Beginn des Spieljahres 1973/74 gehörte der Kanadier schließlich zum Stammkader des NHL-Klubs, wo er zumeist in der dritten und vierten Sturmreihe eingesetzt wurde. Mit seinem Spielstil als Enforcer war er dabei dafür zuständig die nötige Härte und Aggressivität ins Spiel einzubringen, während die Topspieler Mike Bossy, Bryan Trottier, Denis Potvin und Clark Gillies für die Tore zuständig waren. Howatt verbrachte insgesamt acht Spielzeiten im aufstrebenden Franchise der Islanders und war somit auch Teil der Mannschaften, die in den Jahren 1980 und 1981 den Stanley Cup gewannen.
In der Folge des zweiten Stanley-Cup-Gewinns wurde Howatt im Oktober 1981 im Tausch für ein Fünftrunden-Wahlrecht im NHL Entry Draft 1983 zu den Hartford Whalers abgegeben. Bei den Whalers ließ Howatt seine Qualitäten aus dem Juniorenbereich wieder aufblitzen und sammelte 50 Scorerpunkte, was einen Karrierehöchstwert darstellte. Obwohl Hartford dem Offensivspieler ein langfristiges Engagement in Aussicht stellte, erwirkte er einen erneuten Transfer und so wurde er nach nur zwölf Monaten bei den Whalers mit Rick Meagher zu den New Jersey Devils transferiert. Als Kompensation erhielt Hartford Merlin Malinowski und die Transferrechte an dem 19-jährigen Nachwuchstalent Scott Fusco.
Der Wechsel nach New Jersey zahlte sich für Howatt jedoch nicht aus. Statt an sein Jahr in Hartford anzuknüpfen, spielte er bei den Devils wieder nur eine untergeordnete Rolle und absolvierte über einen Zeitraum von zwei Spieljahren lediglich 44 NHL-Spiele. Darüber hinaus bestritt er auch Spiele für die Wichita Wind in der Central Hockey League sowie die Maine Mariners in der AHL. Nachdem er am Ende der Saison 1983/84 mit den Mariners – bei denen er mit der Ausnahme von sechs Partien für New Jersey die gesamte Saison verbrachte – den Calder Cup gewonnen hatte, zog er sich kurz vor seinem 32. Geburtstag im Sommer 1984 aus dem aktiven Profisport zurück.

## Erfolge und Auszeichnungen
- 1980 Stanley-Cup-Gewinn mit den New York Islanders
- 1981 Stanley-Cup-Gewinn mit den New York Islanders
- 1984 Calder-Cup-Gewinn mit den Maine Mariners

## Karrierestatistik
(Legende zur Spielerstatistik: Sp oder GP = absolvierte Spiele; T oder G = erzielte Tore; V oder A = erzielte Assists; Pkt oder Pts = erzielte Scorerpunkte; SM oder PIM = erhaltene Strafminuten; +/− = Plus/Minus-Bilanz; PP = erzielte Überzahltore; SH = erzielte Unterzahltore; GW = erzielte Siegtore; 1 Play-downs/Relegation; Kursiv: Statistik nicht vollständig)